# در عشق هر چیزی به حق است
در عشق هر چیزی به حق است (به انگلیسی: All's Faire in Love) فیلمی محصول سال ۲۰۰۹ و به کارگردانی اسکات مارشال است. در این فیلم بازیگرانی همچون اوون بنجامین، کریستینا ریچی، کریس وایلد، متیو لیلارد، سدریک اینترتینر، لوئیز گریفیث، مارتین کلبا، آن مارگرت، بیل انگوال و دیو شریدن ایفای نقش کرده‌اند.